# Zərigümaco
Zərigümaco è un comune dell'Azerbaigian situato nel distretto di Lerik. Conta una popolazione di 517 abitanti.